# Seu Estrelo e o Fuá do Terreiro
Seu Estrelo e o Fuá do Terreiro é um grupo cultural de Brasília que através de elementos do cerrado e da vida candanga busca novas formas de manifestação artística, procurando criar uma identidade cultural através das artes cênicas, artes plásticas e da música. O grupo procura explorar o imaginário popular através de personagens baseados na fauna e em elementos característicos do cerrado e de Brasília. Uma reportagem sobre o grupo foi veiculada no Jornal Nacional do dia 9 de dezembro de 2006.
Apesar de já existirem grupos tradicionais em Brasília como o de Seu Teodoro que trouxe do Maranhão a brincadeira do Bumba meu boi e de Seu Eli que de Minas Gerais trouxe a congada, no ano de 2004 surge o seu estrelo, a partir da necessidade de criar uma brincadeira que tivesse maior ligação com a cidade. Baseado no Mito do calango voador, mito criado pelo próprio grupo, utilizando elementos diferenciados que Brasília e o cerrado oferecem, é que a brincadeira acontece.

## O Início
Tico Magalhães, criador do Mito do calango voador, recém chegado de Recife onde participava de grupos de maracatu, recebia muitos convites para dar oficinas da tradição pernambucana em Brasília, mas sentia que as raízes dessa tradição pulsavam longe do planalto central e sentia falta de uma brincadeira que tivesse em suas raízes elementos e fatos referentes a historia e ao ambiente candango. ``A cultura popular é sempre muito ligada ao local, ao passado e à historia daquele lugar. Nela você ouve falar de heróis que nunca ouviria na escola oficial. Você começa a ouvir a sua historia sendo contada por quem foi oprimido e por isso proporciona uma outra relação com o local``.

### Em Recife
Ainda em Recife, Tico começa a trabalhar com o maracatu de baque virado ou maracatu nação no grupo Estrela Brilhante, onde conhece o maracatu de baque solto ou maracatu rural. O contato de Tico com o maracatu rural teria grande importância para o desenvolvimento do grupo Seu Estrelo, pois através deste Tico conhece Mestre Salustiano e posteriormente o cavalo marinho de Salu e mestre Grimário, uma tradição do interior de Pernambuco que possui um formato chamado de teatro de terreiro, formato que serviria de base para a brincadeira criada a partir do Mito do calango voador.

### Ida para Brasília
Mesmo após a ida para Brasília Tico permanecia em trânsito entre as duas cidades mantendo constante contato com os movimentos culturais que aconteciam em Pernambuco. Ao retornar de uma das idas para Recife, Tico recebe um convite para fazer uma oficina de maracatu na casinha, espaço alugado por alguns amigos com intuito de criar um ambiente cultural, mas ao invés de maracatu, Tico decide divulgar sua ideia da criação de uma nova brincadeira que fosse original de Brasília, junto com o mito do calango voador.

## Seu Estrelo e o Fuá do Terreiro
O grupo nasce com a proposta de divulgar o mito que é dividido em três partes, a primeira se refere ao surgimento do mundo no tempo em que só existia o dia, varias coisas viviam e todas tinham um canto, um ruído, uma fala. Assim toda vez que aparecia um barulho novo, uma nova criatura tomava vida e também sobre o surgimento do cerrado com suas caliandras, matas de árvores retorcidas, trombas d’água e um céu que parece o mar. A segunda parte se refere ao surgimento do filho do Sol e da Terra, o calango voador. E a terceira ao surgimento de Brasília. No mito todos os cantos, as figuras e as músicas trazem essa referência do cerrado e de Brasília.
Utilizando elementos da dança, do circo, do teatro e com a base da brincadeira inspirada no cavalo marinho, o objetivo principal nas apresentações que são realizadas no formato de roda é preparar esse ambiente para a chegada do calango, onde cada figura tem características próprias que possuem forte ligação com o cerrado. As figuras são responsáveis por trazer elementos para que a roda aconteça e o calango possa chegar, entre elas estão: Laiá, mãe de Seu Estrelo e responsável por lavar a roda para purificá-la, Seu Estrelo que toma conta da roda, Luis Belo, dono dos sonhos e responsável por juntar o mudo real com o mundo dos sonhos e a Caliandra, feiticeira que dá a permissão para buscarem o calango. No mito também existem figuras que aparecem com intuito de atrapalhar a preparação da roda, como o guarda Grande Coisa que chega para acabar com a festa e Zé cadê um cavalheiro que chega 50 anos depois da construção da cidade querendo ser candango, e é quando a brincadeira torna-se buscar um meio de tirar essas figuras da roda para continuar a preparação. Toda a brincadeira, na verdade, é uma espécie terreiro-picadeiro onde cada figura é sagrada e possui seu canto sua dança, seu figurino e sua brincadeira.
Para cada figura existe uma preparação para sua chegada à roda, onde na verdade todas são palhaços que vêm com a intenção de divertir. As apresentações geralmente não contam com todas as personagens devido ao tempo necessário para a apresentação completa, cerca de três horas e meia. A partir de hoje.

### Samba Pisado
A partir do novo mito e das novas figuras surge a necessidade de uma nova sonoridade para que as figuras pudessem  ser chamadas à roda e para que pudessem brincar.
O samba pisado, gênero musical criado pelo grupo surge sob o tripé que traz a postura de tocar do maracatu nação, onde os instrumentos como os tambores e a caixa são tocados em um braço só, pois segundo a tradição ao cruzar o instrumento corta-se a energia. A sonoridade muito ligada ao maracatu rural e uma pulsada baseada em uma célula rítmica extraída do som da pisada dos brincantes do cavalo marinho ao fazerem o mergulhão – brincadeira que serve de aquecimento para os brincantes antes de entrar na roda – daí o nome samba pisado.
Os instrumentos utilizados são derivados de varias tradições como o gonguê e a caixa do maracatu rural, o caracaxá do caboclinho, o abê do afoxé e o tambor do maracatu nação. No mito os instrumentos foram chegando dentro da proposta de que, por meio dos sons se criasse o mundo, preparando o espaço para que as figuras do mito chegassem à roda. A caixa, ligada ao fogo é a primeira a ser tocada. Como o Sol ela esquenta e inicia brincadeira. O gonguê vem na sequência simbolizando o ar. Seguidos pelos abês e o caracaxá que representam a água e as chuvas. Por último entram os tambores, vinculados a terra. Dos 16 integrantes do grupo, nove são batuqueiros e se dividem em uma caixa, um caracaxá, um gonguê, dois tambores e dois abes.

## Respeito às tradições
A postura comprometida parece explicar o sucesso do Seu Estrelo. Desde o início o grupo teve a preocupação de compreender os fundamentos e respeitar a tradição. Para o grupo tudo tem um porquê na sua tradição. Há sempre uma música que inicia e outra que fecha os trabalhos. Aos sábados os ensaios terminam dentro da casinha, e os instrumentos só saem de lá para tocar para Seu Estrelo.
Na roda as figuras são seres que vêm para brincar, divertir e trazer pedaços do mito. Dentro do mito elas têm uma profundidade maior e são muito sagradas para os participantes da tradição. O respeito às figuras se mostra também nas apresentações, onde o grupo sempre busca um ambiente que forneça as condições necessárias para a preparação da chegada e desenvolvimento das brincadeiras das figuras do mito. Quando o lugar não oferece as condições necessárias para a apresentação da roda, o grupo opta pela sambada (apresentação apenas da batucada).

### A casinha
A casinha, local onde começou e onde acontece o processo de desenvolvimento da tradição do Seu Estrelo tem grande importância para o grupo, pois é onde o mundo se explica através das tradições e do mito e onde o processo produtivo acontece. As ações do grupo são muito voltadas para o desenvolvimento desse espaço por ser muito valorizado pela tradição.

## Eventos

### Caravana Seu Estrelo – rumo à cidade mestiça
Em 2008 com intuito de desvendar Brasília e sua diversidade cultural, o projeto Caravana Seu Estrelo – rumo à cidade mestiça rodou o Distrito Federal e entorno passando por Sobradinho, Formosa, Taguatinga, Cruzeiro, Riacho Fundo, Ceilândia, Paranoá e Brasília. Durante a caravana o grupo encontrou um pedaço do Maranhão, de Goiás, do Rio de Janeiro, da Bahia e de Minas Gerais, todos os lugares com elementos tipicamente candango. Durante 16 meses os integrantes do Seu Estrelo visitaram importantes manifestações culturais e mergulharam no universo de suas tradições trocando saberes e registrando a riqueza da cultura local.

### Festival Brasília de Cultura Popular
Em 2005 organizaram o primeiro Festival Brasília de Cultura Popular que durou um dia, teve apresentação de três grupos e a participação de mil pessoas. Em 2009, dezesseis grupos de cultura popular de todo o Brasil e um grupo da Colômbia se apresentaram em três dias, para 25 mil pessoas. 
O festival que acontece todos os anos em agosto comemora o nascimento do filho do Sol e da Terra, o calango voador e vem mostrar as figuras do mais moderno folclore brasileiro.

### Lançamento do primeiro CD
O grupo lançou seu primeiro CD em 2009 que, além de registrar o samba pisado, conta com a participação de Dinda Salustiano, Zé do Pife, Orquestra Marafreboi e do percussionista Petit Mamady, da Guiné. Em 2007 Seu Estrelo foi premiado pelo ministério da cultura como grupo de cultura popular tradicional e em 2010 foi reconhecido como ponto de cultura.